# Chlorogomphus xanthoptera
Chlorogomphus xanthoptera – gatunek ważki z rodziny Chlorogomphidae. Jest endemitem południowych Indii.